# كيقباد الأول
كَيقُبَاد الأول وهو علاء الدين كَيقُبَاد بن كيخسرو، (1188م - 1237م ) سلطان سلاجقة الروم في الفترة بين 1220 و1237م. وسّع علاء الدين كيقباد حدود السلطنة على حساب جيرانه وخصوصاً إمارات المنكوجكيين والأيوبيين كما دعم وجود السلاجقة في البحر المتوسط بعد سيطرته على ميناء ألانيا (أي: علائیة) والذي سمي هكذا على اسم «علاء» فيما بعد تكريماً له. كما أخضع جنوب شبه جزيرة القرم لسيطرة السلاجقة لفترة وجيزة من الزمن بعد غزوه لسوداك (Sudak) على البحر الأسود. ويلقب هذا السلطان أيضاً بكيقباد العظيم وذكره ابن كثير بأنه كان مِنْ أَعْدَلِ المُلُوك وَأَحْسَنِهِمْ سِيرَة ويذكر اليوم بتراثه المعماري الغني والثقافة الرائعة التي ازدهرت في ظل حكمه.
يمثل عهد كيقباد ذروة القوة والنفوذ السلجوقي في الأناضول، وكان كيقباد يعد ألمع أمراء سلالة سلاجقة الروم. وقد تطلع سكان الأناضول في الفترة التي تلت الغزو المغولي في منتصف القرن الثالث عشر، على حكمه بمثابة العصر الذهبي، في حين أن الحكام الجدد للأناضول سعوا إلى تعزيز حكمهم بإدعاء أن سلالتهم ترجع إلى كيقباد. تزامن حكمه مع فترة حكم زعيم قبيلة الكايي أرطغرل غازي أب مؤسس الدولة العثمانية عثمان الأول.

## سيرته

### توليه العرش

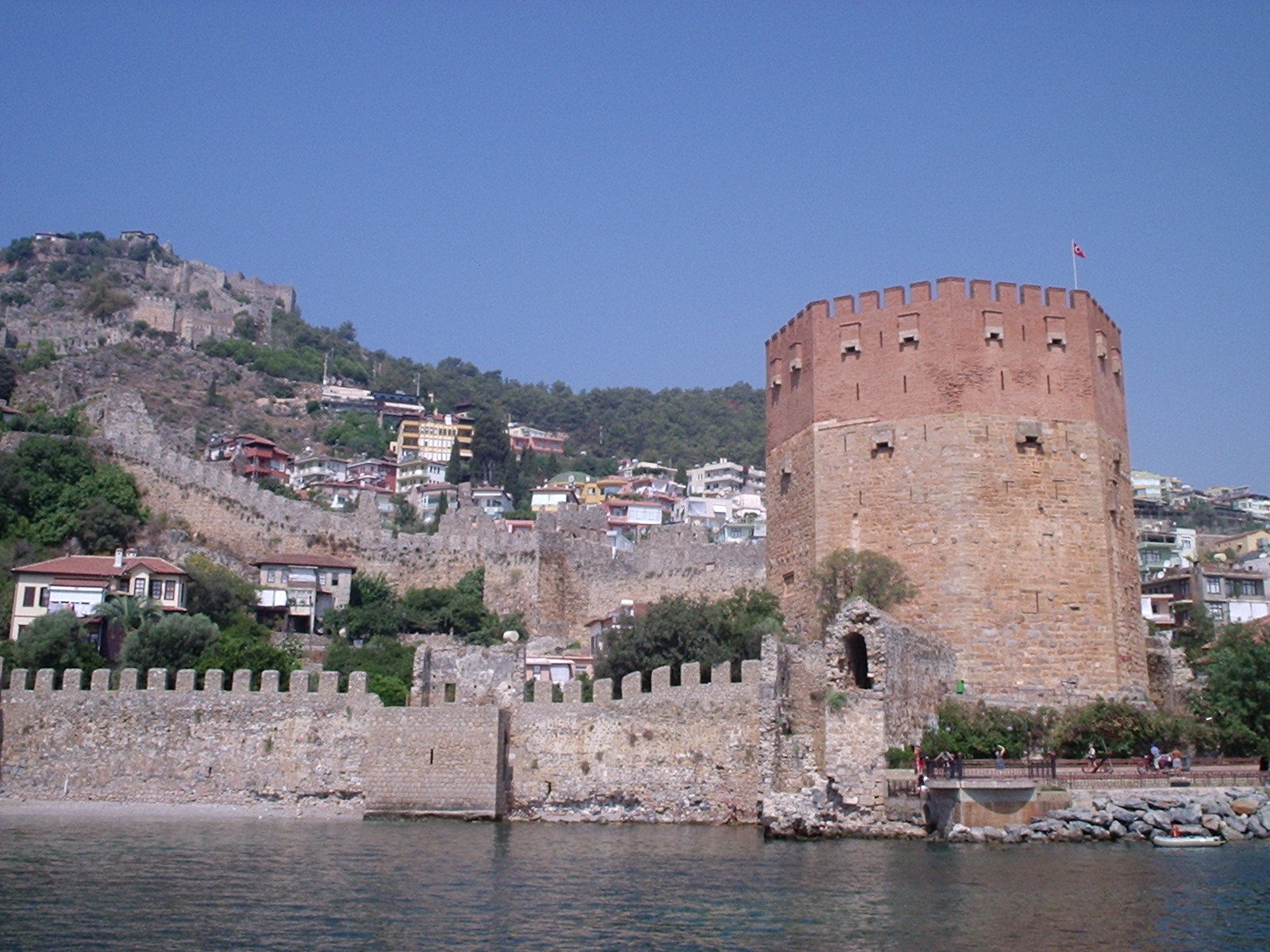
برج الحمراء الذي بناه كيقباد الأول بين 1221-1226.

وكان كيقباد الابن الثاني للسلطان كيخسرو الأول، والذي أسبغ عليه في سن مبكرة لقب مليك وحاكم ولاية مدينة توقات بوسط الأناضول. بعد وفاة والده كيخسرو الأول سنة 1211م في معركة العشير (بالتركية: Alaşehir Muharebesi)‏، تنازع كيقباد الأول وأخوه الأكبر كيكاوس الأول على العرش. وقد حصل كيقباد الأول في البداية على دعم الدول المجاورة مثل عمه طغرل شاه حاكم أرضروم، وليو الأول ملك أرمينيا. وفي نفس الوقت سعى كايفيدرون إلى دعم فرنجة قبرص وقد عرض ميناء أنطاليا والذي اكتسبه لخطرهم. أما كيكاوس الأول فقد دعمه معظم أمراء السلاجقة وانطلق من قاعدته في ملطية ليستولي على قيصري ثم قونية. مما حمل ليو على تغير رأيه، مما أضطر كيقباد إلى الفرار والتحصن في أنقرة، حيث طلب المعونة من قبائل التركمان كاستامونو. ولم يلبث أن ألقى كيكاوس القبض على كل من أخويه وتأمين العرش لنفسه.
لكن بعد الوفاة المفاجأة لكيكاوس سنة 1220م حرر كيقباد من سجنه ونجح في تولي العرش.
وقد ضعفت مملكة أرمينيا الصغرى وأصبحت خاضعة لسلطة السلاجقة وقد وطن السلطان التركمان على طول حدود جبال طوروس في منطقة عرفت فيما بعد باسم مرسين وقد أسس هؤلاء التركمان فيما بعد إمارة قرمان. تقدم كيقباد في سنة 1228/1227م إلى شرق الأناضول، وقد خلق وصول جلال الدين منكبرتي الفار من مملكة الغزنويين بعد دمارها على يد المغول حالة من عدم الاستقرار السياسي. كما نجح السلطان في هزيمة الأيوبيين والأرتقيين وإمارات المينجوجيك واستولى على حصون في أديامان وكاهاتا وجمشكزك.
سعى كيقباد إلى عقد تحالف مع نسيبه جلال الدين منكبرتي لمواجهة تهديدات المغول، لكن لم يتحقق هذا التحالف، وسيطر جلال الدين على حصن كاهاتا. وما لبث أن هزم كيقباد جلال الدين في معركة ياسي جمن (بالتركية: Yassıçemen Savaşı)‏ والتي وقعت ما بين سبسطية (سيواس) وإرزينجان سنة 1230م. وضع كيقباد نصب عينيه ازدياد قوة المغول وتوسع نفوذهم فأقام القلاع وعزز الدفاعات في المحافظات الشرقية، لكنه توفي في سن مبكرة سنة 1237م.

### حكمه
وفي عهد هذا السُلطان افتُتحت مدينة سينوپ ممَّا أكسب السلاجقة منفذًا على بحر البنطس، وأُخضعت مملكة قيليقية الأرمنيَّة بِفضل القُدرة العسكريَّة الهائلة لِلسلاجقة والتي رأى الأرمن أنْ لا قِبل لهم بِمُقاومتها، فأعلن الملك ليون الثاني طاعته التامَّة لِلسُلطان، وضاعف لهُ الخَراج السنويّ، وسلَّمه حصنَيْ لؤلؤة ولوزاد الحُدُوديين، اللذين يتحكَّمان بِالممرَّات القيليقيَّة. وفي سنة 616هـ المُوافقة لِسنة 1219م تُوفي السُلطان كيكاوس بعد أن حكم ثمانية أعوام، وترك بعد وفاته سلطنةً قويَّةُ يسودها الأمن ويعُمُّها الرخاء، وذلك بِفضل الجيش النظامي الذي اعتمد عليه لِرد الاعتداءات الخارجيَّة وإحلال الأمن في الداخل والتوسُّع على حساب جيرانه، وتحسَّنت في عهده الحياة التجاريَّة، وانتشرت المهن بين السلاجقة، وازدهرت الحياة الزراعيَّة، وعمَّ الرخاء سائر المُقاطعات والمُدُن بِفضل شبكة الطُرُق التجاريَّة الآمنة، وأضحت سلطنة سلاجقة الروم ذات قُوَّة اقتصاديَّة هائلة. وبعد وفاة كيكاوس اختار الأُمراء والأعيان شقيقه علاء الدين كيقُباد الذي أراد -فور تسلُّمه الحُكُم- بسط سيطرته على كامل آسيا الصُغرى والتوسُّع على حساب جيرانه الأرمن والروم، فاستغلَّ اضطراب الأوضاع السياسيَّة في مملكة قيليقية بعد وفاة الملك ليون الثاني، وأغار على قلعة «كالونوروس» أو «كوراكسيون» (باليونانية: Κορακήσιον)‏ المُهمَّة والقريبة من أنطالية، ففتحها وغيَّر اسمها إلى «العلائيَّة»، ثُمَّ حوَّل أنظاره إلى قلعة «آلاره» المُهمَّة التي تتحكَّم بِالطُرق الساحليَّة المُؤدية إلى قيليقية، ففتحها أيضًا. وبِهذا أضحى الساحل الجنوبي لِآسيا الصُغرى ساحلًا إسلاميًّا حتَّى حُدُود مملكة قيليقية الأرمنيَّة، وأصبح بِإمكان السلاجقة مُهاجمتها من جهة الغرب.

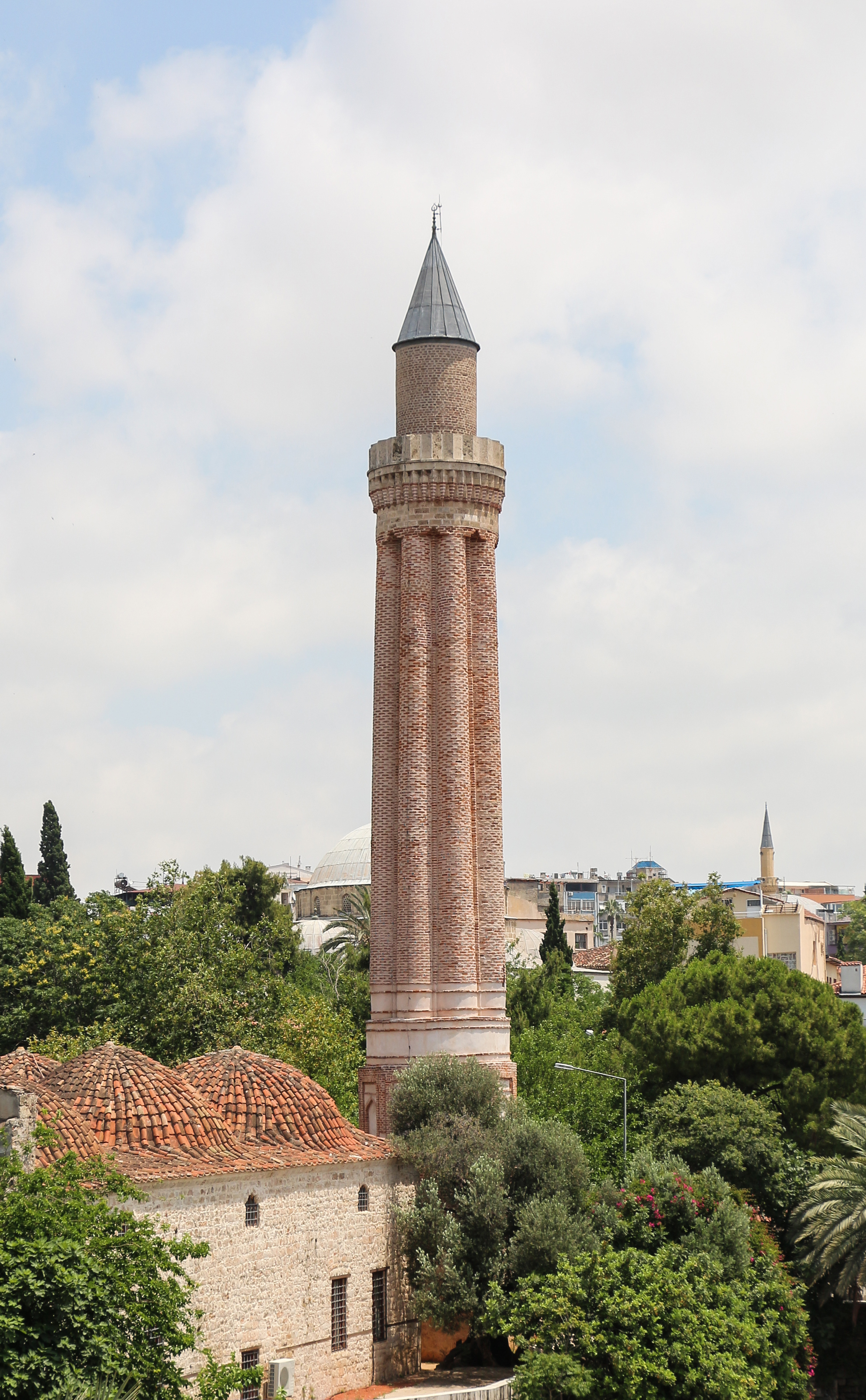
"مسجد المئذنة ذات الأخاديد" أو "المسجد الكبير" ، الذي بناه كيقباد الأول في أنطاليا. دُمّر المسجد الأصلي في القرن 14، وبُنيَ هذا المسجد الجديد ذو الست قباب.

وفي سنة 619هـ المُوافقة لِسنة 1222م هاجم بعض القراصنة القفجاقيين والروس تُجَّارًا سلاجقة في بحر البنطس وسلبوهم أموالهم وبضاعتهم، فجاء الرد السَلْجُوقي سريعًا، إذ جهَّز السُلطان كيقُباد حملةً عسكريَّةً بِقيادة البكلربك حُسام الدين جوبان وأمرهُ بِمُهاجمة سوداق في شبه جزيرة القرم عاصمة خانيَّة دشت القفجاق، وأقام السُلطان في قيصريَّة يترقَّب نتائج الحملة. أبحر الجيش السَلْجُوقي إلى شبه الجزيرة المذكورة، وهبط برَّها، ثُمَّ زحف بِاتجاه المدينة، فهرع سُكَّان المُدُن الساحليَّة إلى تقديم الطاعة. أمَّا في الداخل فقد تعاون الروس والقفجاقيُّون على التصدِّي لِلزحف السَلْجُوقي، وجمعوا جيشًا قوامه عشرة آلاف مُقاتل من أجل هذه الغاية، واصطدموا مع البكلربك حُسام الدين، فهزمهم هزيمةً قاسية، ثُمَّ هاجم سوداق التي استسلمت له، وأبدى أهلُها استعدادهم بِدفع الجزية وإعادة أموال التُجَّار المسلوبة مُقابل منحهم الأمان. جاءت مُوافقة السُلطان على ذلك مشروطةً بِإقامة الشعائر الإسلاميَّة. ودخل السلاجقة إلى المدينة، فبنوا فيها عدَّة مساجد في أماكن مُختلفة، وعيَّنوا عليها مُؤذنين وخُطباء، كما نَصَبوا قاضيًا، وأخذوا عددًا من أبناء الأعيان كرهائن، وتركوا فيها حاميةً عسكريَّة، ثُمَّ أبحروا عائدين إلى بلادهم. وفي سنة 622هـ المُوافقة لِسنة 1225م هاجم أرمن قيليقية بعض القوافل التجاريَّة الإسلاميَّة، فجاء رد السُلطان السَلْجُوقي بأن جهَّز حملةً عسكريَّةً وأرسلها لِفتح ما تيسَّر من القلاع الأرمنيَّة المُهمَّة، ففُتحت ثلاثون قلعة، واتصلت الولايات السَلْجُوقيَّة ببعضها.

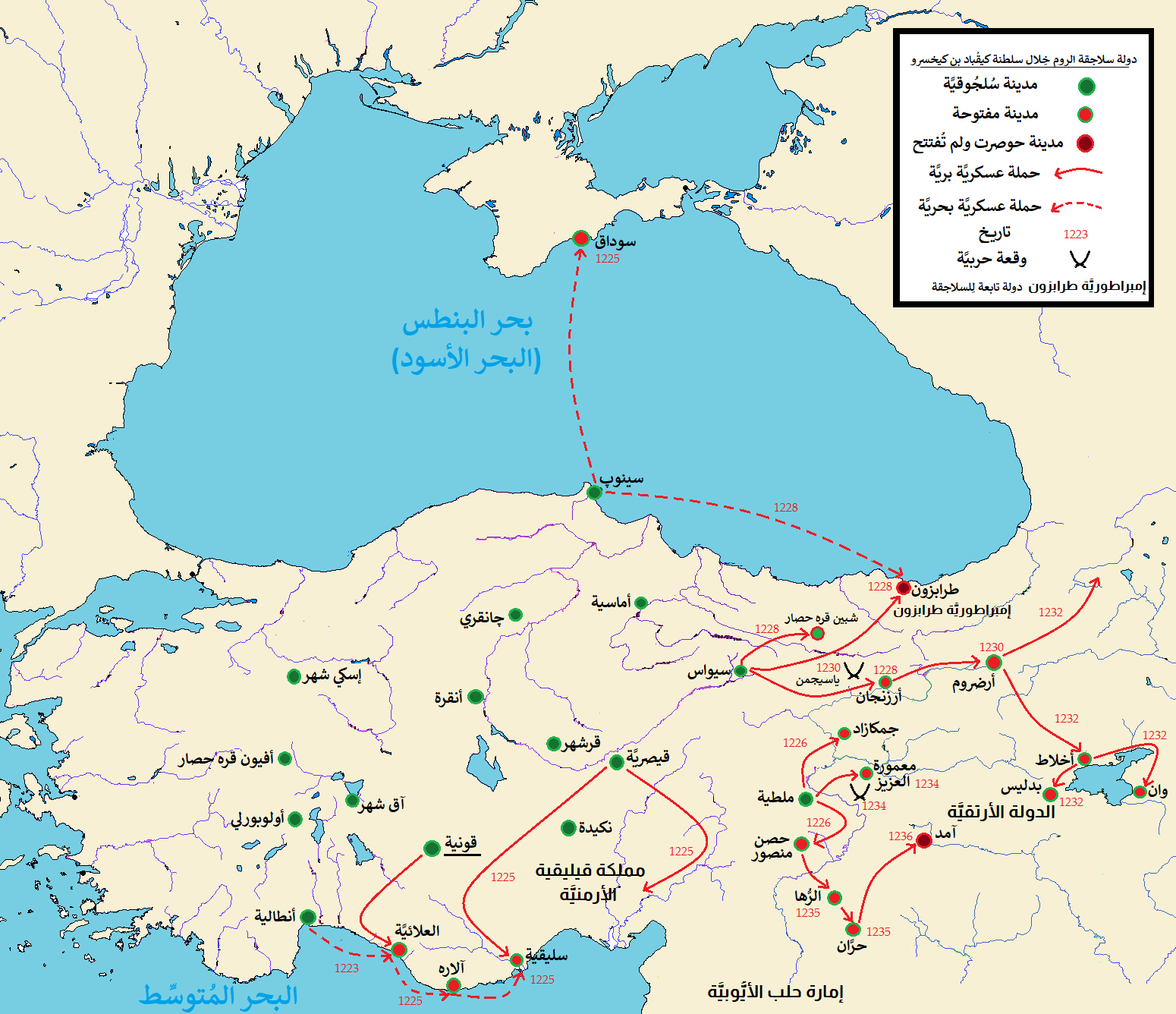
خريطة تُظهرُ الحملات العسكريَّة لِلسُلطان كيقُباد، والتي وسَّعت حُدود دولته توسيعًا عظيمًا.

في سنة 623هـ المُوافقة لِسنة 1226م سار السُلطان كيقُباد إلى ديار بكر وحارب الأمير مسعود بن ناصر الدين محمود صاحب آمد ومَلَك عدَّة من حُصُونه، وسبب ذلك أنَّ الأمير المذكور كان قد استقلَّ بِإمارته عن السلاجقة، واتفق مع السُلطان الخوارزمي جلال الدين منكبرتي، وصاحب دمشق الملك المُعظَّم عيسى بن أحمد الأيُّوبي، وغيرهما على خِلاف صاحب الجزيرة الفُراتيَّة الملك الأشرف موسى بن مُحمَّد الأيُّوبي في سبيل انتزاع بلاده منه وتقاسُمها، فاستنجد الأشرف موسى بِالسُلطان السَلْجُوقي، الذي سارع على الفور لِاستغلال الفُرصة والتوسُّع في الجزيرة الفُراتيَّة، فانتزع قلعة «كختا» ومدينة جمكازاد الحصينة وحصن منصور، وغيرها، وأعاد إخضاع الأمير مسعود وإدخاله في طاعته. تابع كيقُباد توسيع دولته شرقًا بعد هذه الحملة، وكانت نيَّته أن يُقيم سياجًا من القلاع لِحماية المناطق الحُدُوديَّة الفاصلة بين دولتَيِ السلاجقة والخوارزميين، لِذلك كان عليه ضمّ أرزنجان وأرضروم وبعض القلاع الأُخرى، أمَّا سبب هذه الخُطْوة فكانت أنَّ السُلطان الخوارزمي جلال الدين منكبرتي كان قد أخذ يتدخَّل في شُؤون بلاد الشَّام الأيُّوبيَّة، فرأى كيقُباد أن يبدأ بِأخذ التدابير اللازمة لِلوُقُوف في وجهه قبل أن يُهدِّد بلاده. ولمَّا زحف السُلطان على أرزنجان سارع أميرها «داودشاه» إلى الاستسلام دون قتال، فتسلَّم السُلطان المدينة، ثُمَّ أرسل جُنُوده لِمُهاجمة أرضروم وقوغونية، فاستسلم صاحباهما «جهانشاه» ومُحمَّد بن بهرامشاه دون قتالٍ أيضًا. وهكذا تمكَّن كيقُباد من إقامة سياجه الحُدُوديّ وحماية بلاده، لكنَّهُ عاود رُغم ذلك توسُّعه شمالًا وجنوبًا، فأرسل جيشًا إلى الكرج فتح ثلاثين قلعةً من قلاعها، كما أخذ من الأيُّوبيين مُدن أخلاط وبدليس والرُّها وحرَّان وحصن زياد والرقَّة والبيرة ودُنيصر والسُويديَّة، لِتبلغ سلطنة سلاجقة الروم أقصى اتساعها على أنَّ أغلب هذه البلاد استعادها الأيُّوبيون خلال فترةٍ وجيزة.

### السلاجقة والأيوبيين
لما نجح جلال الدين الخوارزمي في إعاد إحياء الدولة الخوارزمية قام بمهاجمة بغداد، ثم تحالف مع بعض الأمراء الأيوبيين على مهاجمة حلب وإقليم الجزيرة، قرر السلطان السلجوقي علاء الدين كيقباد الأول التحالف مع الأيوبيين في مواجهة الخوارزميين، نتج عنها وقوع معركة بين الطرفين في منطقة قريبة من خلاط عام 627 هـ الموافق 1230م، انتهت بهزيمة الخوارزميين وانسحابهم إلى أذربيجان. لم يستمر التحالف السلجوقي الأيوبي طويلًا، فقام كيقباد الأول بالاستيلاء على خلاط وتوغل في بلاد الأرمن ودخل تفليس، كما قام بضم العساكر الخوارزمية بعد سقوط الدولة الخوارزمية بيد المغول، تحرك الملك الكامل بجيشه الأيوبي نحو بلاد السلاجقة، ووقعة بين الطرفين حاسمة انتهت بهزيمة الجيش الأيوبي، واستطاع السلاجقة من السيطرة على حصن زياد القريب من نهر الفرات. في عام 633 هـ الموافق 1236م قام الملك الكامل بمهاجمة بلاد السلاجقة واستعاد الرها وحران. استمر تمدد السلاجقة في بلاد الأيوبيين حتى توطد حكمهم في إقليم الجزيرة وسيطرتهم على آمد

## الوفاة
تُوفي السُلطان علاء الدين كيقُباد ليلة الإثنين شوَّال 634هـ المُوافق فيه 30 أيَّار (مايو) 1237م فكانت وفاته بداية انحدار دولة سلاجقة الروم لِضعف خُلفائه، ومن المعروف أيضًا أنَّ كيقُباد كان آخر سلاطين السلاجقة استقلالًا، إذ إنَّ كُل من تلوه كانوا خاضعين لِلمغول يأتمرون بِأمرهم. خَلَف غِيَاث الدين كيخسرو أباه كيقُباد بُعيد وفاته، وكان -إلى جانب ضعفه ولينه- سُلطانًا غاشمًا جبَّارًا عسوقًا لعوبًا، يلعب بِالكِلاب والسِّباع ويُسلِّطُها على الناس، بحسب وصف كُلٍ من أحمد بن يُوسُف القرماني، والإمام سبط ابن الجوزي،  وابن تغري بردي.

## أُنظر أيضاً
- سعد الدين كوبك